# 고베 시영 버스

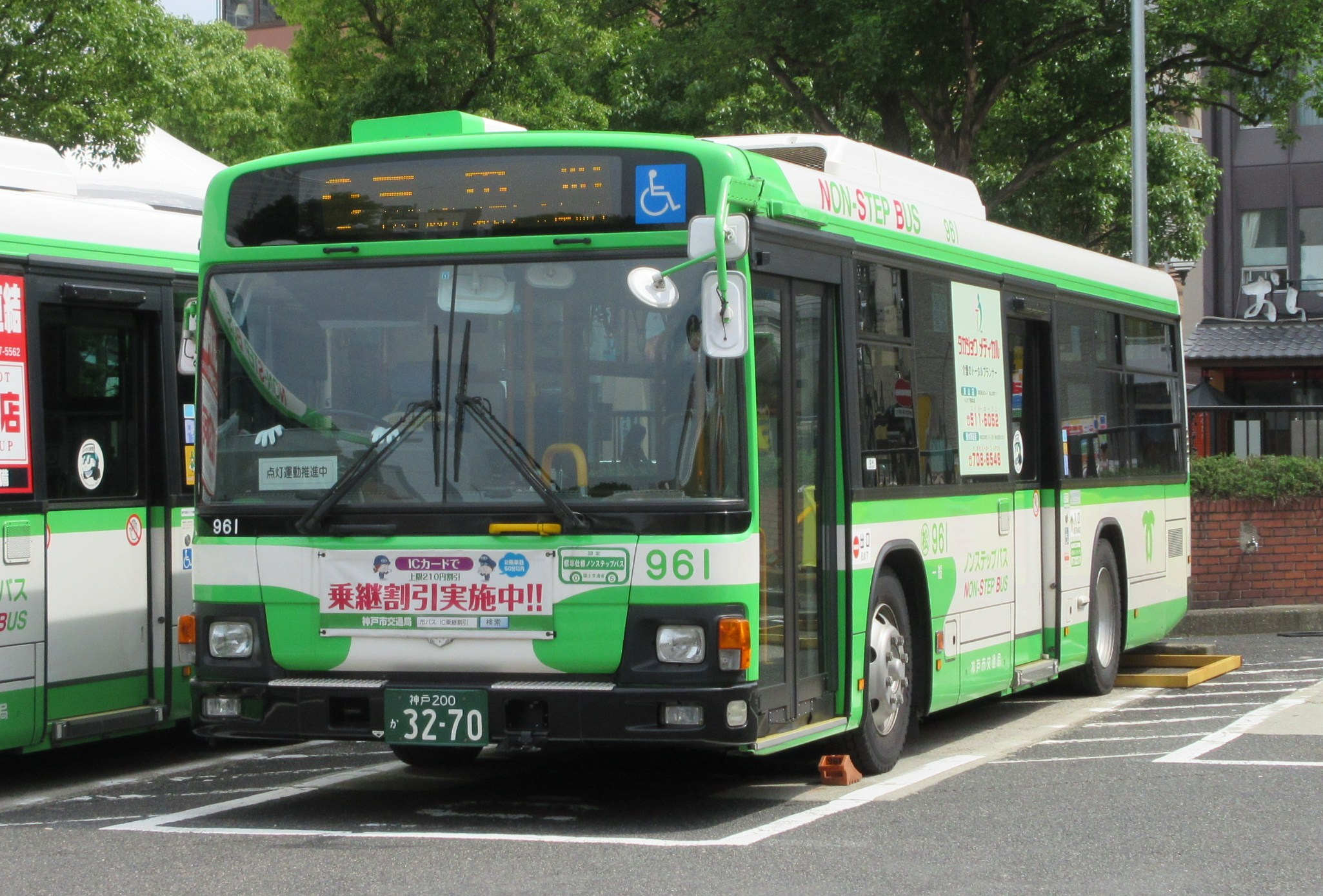
차량

고베시 버스 (神戸市バス)는 고베시 교통국이 운영하는 버스 회사이다.
고베시 버스의 이미지 캐릭터 '바시군'이 존재한다.

## 개요
고베시 전역에 노선을 가지고 있으며, 단독 운행 노선 외에 산요버스, 신키버스와 공동 운행하는 노선이 있다. 다루미구 대부분은 산요버스가, 기타구 북부와 서부는 신키버스가 각각 주로 운행하고 있다.

## 버스 요금 하고 승차 방법
고베시에서는 '운임'이 아닌 '요금'이라고 부른다.
요금 체계는 크게 '보통구'와 '근교구'로 나뉜다. 전자는 어른 요금 230엔의 균일 요금이지만, 후자는 승차 구간에 따라 요금이 다르다. 근교구와 일반구를 가로질러 운행하는 버스는 경계 정류장에서 일반구 쪽 구간만 이용할 경우, 성인 요금은 230엔의 일반구 요금이 적용된다.
뒤에서 타고 앞에서 내린다.
하차 시 지불 환전 방식.
2008년 9월 1일부터 IC카드의 PiTaPa ICOCA 이용 가능이다. 또한 IC카드 이용 시 첫 번째 하차 후 두 번째 승차까지 30분 이내에 연속으로 시내버스를 환승할 경우 최대 230엔의 할인이 적용되는 제도가 있으며, IC카드 이용 시에는 근교구, 일반구 모두 승차 시와 하차 시 카드 리더기에 카드를 제시해야 한다.

## 영업소

### 직영
- 이시야가와 영업소
- 추오 영업소
- 다루미 영업소

### 위탁
산요 버스와 신키 버스에 위탁 운영되고 있다.
- 우오자키 영업소
- 추오남 영업소
- 마쓰바라 영업소
- 오치아이 영업소
- 시미즈가오카 영업소
- 세이신 영업소

## 비용 문제
최근 시내버스 사업 및 교통국 전체의 적자 경영 체질과 누적 적자 증가 등이 문제가 되면서 다양한 경영 개선책을 시행하고 있다. 앞서 언급한 신히메버스나 산요버스로의 노선 양도 외에도 비수익 노선의 감편-폐지 및 일부 영업소의 민간위탁 등을 통한 비용절감, 소형버스를 이용한 커뮤니티 노선 개설을 통한 신규 수요 개척, 시내버스 정류장 부호 명명권 매각(예: '다카토리마치(마루아이마에)'의 경우 연간 36만엔[2]에 3년간 계약). 36만 엔에 3년 계약을 맺었다). 등을 통한 수입 확보가 경영 개선책의 주요 축이 되고 있다.